# Roppacris longicerca
Roppacris longicerca är en insektsart som beskrevs av Christiane Amédégnato och Marius Descamps 1979. Roppacris longicerca ingår i släktet Roppacris och familjen gräshoppor. Inga underarter finns listade i Catalogue of Life.